# Micaela Chauque
Micaela Chauque (Finca Santiago, departamento Iruya, Salta, 15 de enero de 1979) es una compositora de música, coplista y tañedora de quena y sikus argentina, considerada como una de las mejores intérpretes de instrumentos de viento de origen andino del Norte argentino.

## Biografía
Micaela Chauque nació el 15 de enero de 1979 en la comunidad aborigen colla de Finca Santiago, departamento de Iruya, provincia de Salta. Posteriormente, se radicó en Tilcara, una de las principales ciudades de la Quebrada de Humahuaca en la provincia de Jujuy, razón por la cual se la incluye entre los músicos jujeños.
Música, docente e investigadora del folklore andino, se orientó a rescatar y difundir de las tradiciones musicales del noroeste argentino, en especial a través del canto y la ejecución de instrumentos de viento andinos, como quenas, sikus y anatas, que en algunos casos, como en el caso de la quena, solo son ejecutados por hombres. Ha sido considerada la mejor vientista del norte argentino.
Como vientista, percusionista y bailarina, formó parte de "Jaime Torres y su gente" y con esa delegación debutó en el Festival Nacional de Folklore de Cosquín, así como en festivales internacionales europeos.
Formó la Banda de Sikuris de Mujeres María Rosa Mística de Tilcara. En 2010 la banda de rock Divididos la invitó a ejecutar varios temas juntos (La flor azul, Avanzando retroceden) en un recital realizado en Tilcara.
En 2011 actuó tres veces en el Festival de Cosquín, acompañando primero al roquero Hugo Bistolfi en los tema Tilcara y Carnaval, luego, en la novena luna, acompañando a la coplista Mariana Carrizo y en la noche de cierre al cantante Rubén Patagonia.
Luego del éxito que ambos tuvieron en Cosquín, Hugo Bistolfi y Micaela Chauque, realizaron en 2011 una gira juntos por el Noroeste. Como resultado de esa asociación artística, Micaela participó del álbum solista de Bistolfi, Valles y quebradas.
En la edición de 2019, obtuvo el premio Carlos Gardel al mejor álbum folclórico de artista femenina por Jallalla (2018).

## Discografía
1. En Vivo: quenas y sikus, 2010
2. Cuatro Mujeres: cantos de la tierra, 2005
3. Crisol: música instrumental andina, 2003
4. Jujuy, canto y vida, con Carlos Cabrera, 2002
5. El del Charango, con Jaime Torres, 2001.